# Николай Дамасский
Никола́й Дама́сский (др.-греч. Νικόλαος Δαμασκηνός; лат. Nicolaus (Nikolaus) Damascenus; около 64 года до н. э., Дамаск, провинция Сирия — после 4 года, Рим) — древнегреческий историк и философ.

## Биография
Николай происходил из македонской или эллинизированной арамейской семьи. Его отцом был Антипатр, богатый и уважаемый человек в Дамаске. Николай получил блестящее образование, и в 30-е гг. до н. э. ему было доверено воспитание детей Клеопатры VII и Марка Антония — Александра Гелиоса и Клеопатры Селены II. Благодаря этому Николай приблизился к её двору, где и познакомился с Иродом I. Ирод сделал образованного грека своим секретарём, часто прибегал к его помощи для дипломатических поручений. Также Николай занимался с Иродом философией и риторикой. Под влиянием Ирода, заинтересовавшегося историей, Николай написал своё крупнейшее сочинение — «Историю».

## Сочинения
Наиболее известная работа — «История» — целиком не сохранилась. По разным данным, насчитывала от 80 до 144 книг. Лучше всего сохранились фрагменты первых книг (1—7), несколько хуже — поздних (103—124), большинство книг не сохранилось вовсе. 
В качестве источников по ближневосточному региону Николай использовал труды Ктесия и Ксанфа, по Греции — Эфора, Гелланика и Геродота. При этом отмечается, что он в значительной степени перерабатывал источники, а также интерпретировал мифические сюжеты на рациональный лад.
Также сохранились значительные фрагменты работы «О жизни Цезаря Августа и о его воспитании», отрывки из комментариев к Аристотелю, рукопись «О растениях», фрагменты этнографического сочинения «Собрание занимательных обычаев» и несколько других произведений. Существует мнение, что «О жизни Цезаря Августа» могло быть работой, адаптировавшей автобиографию Августа для греческой части Римской империи.

## Переводы на русский язык
- История. Пер. Е. Б. Веселаго, A. Ч. Козаржевского, С. А. Ошерова, Е. В. Федоровой // Вестник древней истории. — 1960. — № 3, 4.
- О своей жизни и своём воспитании. Пер. Е. Б. Веселаго // Вестник древней истории. — 1960. — № 3.
- О жизни цезаря Августа и о его воспитании. Пер. Е. Б. Веселаго // Вестник древней истории. — 1960. — № 4.
- Собрание занимательных обычаев. Пер. Е. Б. Веселаго // Вестник древней истории. — 1960. — № 4.
- Фрагмент неизвестного сочинения. Пер. Е. Б. Веселаго // Вестник древней истории. — 1960. — № 4.